# 옆집남자
《옆집남자》는 매주 목요일 임수영이 다음 웹툰에서 연재하는 웹툰이다.